# 알레포의 마지막 사람들
알레포의 마지막 사람들(De sidste maend i Aleppo, Last Men in Aleppo)은 시리아에서 제작된 페라스 파이야드 감독의 2017년 다큐멘터리 영화이다.
전쟁 중의 알레포의 생활, 특히 시리아 민방위대의 임무를 다큐멘터리로 찍었다.
제90회 아카데미상에서 아카데미 장편 다큐멘터리상 후보에 들었으며 2017년 선댄스 영화제에서 World Documentary Grand Jury Prize를 수상했다.